# Жакупов, Базыл Шамуханович
Базыл Шамуханович Жакупов  (5 января 1965, с. Терсакан, Жаксынский район, Целиноградская область, Целинный край, Казахская ССР, СССР — 4 октября 2021) — казахстанский государственный деятель, аким города Костанай (2015—2019). Член партии «Нур Отан» с 2004 года.

## Биография
Родился 5 января 1965 года в селе Терсакан Жаксынского района Целиноградской области.
Трудовую деятельность начал в 1982 году помощником чабана, скотником совхоза «Восход» Кийминского района Тургайской области. Затем в 1983—1985 годах прошёл службу по призыву в армии, в 1985—1991 годах обучался в Целиноградском сельскохозяйственном институте по специальности «учёный-агроном».
С 1991 года стал работать агрономом-учётчиком, впоследствии бригадиром полеводческой бригады и главным агрономом совхоза «Восход» Кийминского района Тургайской области. В 1996 году Жакупова назначили директором совхоза «Терсакан» Кийминского района Тургайской области. С 1998 года — исполнительный директор товарищества «Золотая нива» в посёлке Кийма Жаксынского района Акмолинской области. С 2000 года — директор товарищества «Куантум» (село Тургеневка Житикаринского района Костанайской области).
С 2004 года Базыл перешёл на государственную службу. Первым местом его работы было «Карабалыкское районное управление сельского хозяйства и продовольствия» (в посёлке Карабалык Костанайской области), где он занимал должность начальника. В том же году перешёл на работу заместителем акима Карабалыкского района Костанайской области, на этом месте в 2005 году он был награждён медалью «10 лет Конституции Республики Казахстан» и отмечен за организацию переписи сельского хозяйства, а также получил второе высшее образование, окончив Алматинскую академию экономики и статистики по специальности «финансист» в 2006 году.
С 2008 года — заместитель акима Костаная. С февраля 2009 года — аким Мендыкаринского района. В феврале 2012 года назначен заместителем акима Костанайской области по сельскому хозяйству. В этой должности проработал до назначения акимом Костаная в сентябре 2015 года. Занимал должность до 1 февраля 2019 года.
Скончался 4 октября 2021 года после продолжительной болезни.

## Личная жизнь
Владел русским и казахским языками. Был женат на Жакуповой Жумабике Орынбаевне 1962 года рождения, имел пятерых детей: Шамуханов Аслан Базылович 1992 года рождения, Исабекова Мадина Базыловна 1983 года рождения, Жакупова Ботагоз Базыловна 1990 года рождения, Шамуханова Сабина Базыловна и Шамуханов Жаслан Базылович — оба 2000 года рождения.

## Награды
- Медаль «10 лет Конституции Республики Казахстан» (2005)
- «Перепись сельского хозяйства» (2007)[2][3].
- Орден Парасат[5] (2017)